# Rezerwat przyrody Dziektarzewo
Rezerwat przyrody Dziektarzewo – leśny rezerwat przyrody o powierzchni 5,35 ha, położony na terenie gminy Baboszewo w województwo mazowieckie. Założony w 1964 r. Znajduje się nieopodal wsi Dziektarzewo. Celem ochrony jest zachowanie ze względów naukowych, przyrodniczych i krajobrazowych fragmentów lasu pochodzenia naturalnego położonych na skarpie rzeki Wkry.
Występują tu takie rośliny chronione jak: brodaczka kępkowa, przylaszczka pospolita, kruszczyk szerokolistny, widłak jałowcowaty, paprotka zwyczajna. Świat zwierząt reprezentują m.in. puszczyk, rzekotka drzewna, padalec, jaszczurka zwinka i biegacze.